# Hollis (New Hampshire)
Hollis – miasto w Stanach Zjednoczonych, w stanie New Hampshire, w hrabstwie Penobscot.